# テナガエビ科
テナガエビ科（テナガエビか、学名：Palaemonidae）は、コエビ下目に属するエビの科の1つ。テナガエビ類やスジエビ類など水産資源となる大型種の他、他の大型生物と共生することで知られる小型のカクレエビ類を多数含む。
近縁の科とともにテナガエビ上科 Palaemonoidea というグループを構成する。ただし近縁の科はどれも少数のカクレエビ類を分類したもので、テナガエビ上科の中ではテナガエビ科が最大の科である。

## 特徴
世界中の熱帯から温帯にかけて500種近くが知られるが、熱帯域ほど種類が多く、温帯域では少ない。
淡水から汽水域、浅い海まで幅広く生息し、食用を含めて人の目に触れる機会が多い分類群である。特にサンゴ礁には多くの小型種が知られる。
5対・10本ある歩脚のうち、第1歩脚と第2歩脚は先端にはさみがある鋏脚に変化している。さらに第2歩脚が第1歩脚よりも大きく目立つのがテナガエビ科の特徴で、第1歩脚が大きいテッポウエビやザリガニ下目、第3歩脚が大きいオトヒメエビ類などと区別できる。中には両方の鋏脚が大きいものだけでなく、左右のどちらか片方だけ大きくなるものもいる。
また眼柄が長く、複眼も大きく、上から見ると複眼が左右に飛び出る外見のものが多い。ただし共生動物の体内に深く入りこむカクレエビ類には眼が小さく退化したものもいる。

## 分類
テナガエビ亜科とカクレエビ亜科の2亜科が知られ、外見や生態はそれぞれ大きく異なる。種数はWoRMSによる。

### テナガエビ亜科
体長は数cm-10cm程度のものが多く、エビとしては中型から大型である。体長30cmを超えるオニテナガエビ Macrobrachium rosenbergii (De Man, 1879) という種類もいる。
淡水から汽水域、浅い海に分布する。淡水性のテナガエビ類でも、幼生期は海で過ごし、稚エビに成長して川を遡る両側回遊性のものが多い。ただし種類によっては陸封され、淡水域から出ずに一生を送るものもいる。テナガエビ類は漁業資源となるものが多い。
また、ソリハシコモンエビやベンテンコモンエビなどはサンゴ礁に生息し、ホンソメワケベラやアカシマシラヒゲエビなどと同様に魚類のクリーニング行動をすることが知られる。
テナガエビ亜科 Palaemoninae Rafinesque, 1815 - 約23属400種
| - Arachnochium Wowor & Ng, 2010 - 2種 - Brachycarpus Spence Bate, 1888 フウライテナガエビ属 - 3種 フウライテナガエビ - Calathaemon Bruce & Short, 1993 - 1種 - Creaseria Holthuis, 1950 - 1種 - Cryphiops Dana, 1852 - 6種 - Leander Desmarest, 1849 マイヒメエビ属 - 9種 マイヒメエビ - Leandrites Holthuis, 1950 ホソタチエビ属 - 4種 - Leptocarpus Holthuis, 1950 - 3種 - Leptopalaemon Bruce & Short, 1993 - 5種 - Macrobrachium Spence Bate, 1868 テナガエビ属 - 約240種 テナガエビ・オニテナガエビ | - Nematopalaemon Holthuis, 1950 - 5種 - Neopalaemon H.H.Jr. Hobbs, 1973 - 1種 - Palaemon Weber, 1795 スジエビ属 - 約50種 スジエビ・イソスジエビ - Pseudopalaemon Sollaud, 1911 - 7種 - Rhopalaemon Ashelby & De Grave, 2010 - 1種 - Tenuipedium Wowor & Ng, 2010 - 1種 - Troglindicus Sankolli & Shenoy, 1979 - 1種 - Troglocubanus Holthuis, 1949 - 5種 - Troglomexicanus Villalobos, Alvarez & Iliffe, 1999 - 3種 - Urocaridella Borradaile, 1915 ソリハシコモンエビ属 - 5種 ベンテンコモンエビ |

### カクレエビ亜科

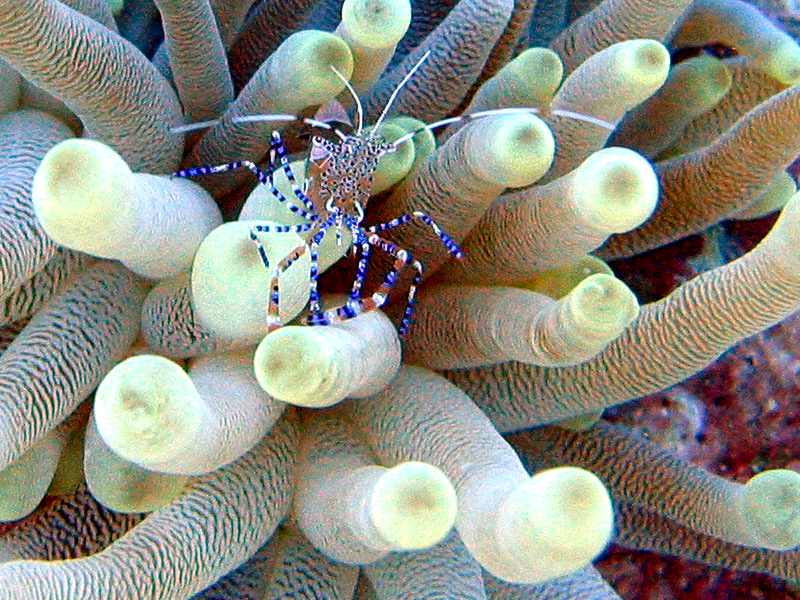
カクレエビ属の1種 Periclimenes yucatanicus。大型イソギンチャクと共生する

体長は数mm-3cmくらいまでの小型種がほとんどである。全てが海産で、浅い海からやや深い海まで多くの種類が知られる。種間の系統関係はまだはっきりとしておらず、学名がついていない未記載種も多い。未発見種も相当数いるとみられる。
岩石や海藻の陰で生活するものもいるが、海産大型動物と共生するものが多い。共生の相手はそれぞれ決まっており、海綿、サンゴ、イソギンチャク、ヒトデ、ウミシダ、ウニ、ナマコ、二枚貝、巻貝、ウミウシ、ホヤなど多岐にわたる。
いわゆる「共生エビ」はカクレエビ亜科だけに限らず、同じテナガエビ上科の複数の科、モエビ科、テッポウエビ科、タラバエビ科、ドウケツエビ科など、エビの各科で幅広く見られる。この中には鋏脚が太く発達したものが多いが、カクレエビ亜科を含むテナガエビ上科は第2歩脚が大きく発達するので区別できる。
大きな動物の体表や体内に生息し、捕食者から身を守る。また、アカホシカクレエビなど一部の種は共生動物の周辺に出てきて魚類のクリーニング行動も行う。
これらは小型で食用にはならないが、宿主が食用である場合は料理の際に出てくることがある。また、宿主の表面を徘徊するものは鮮やかな外見のものもいて、これらは共生の好例としてスキューバダイビングなどで観察や撮影の対象となる。宿主もろとも水族館などで飼育・展示されることも多い。

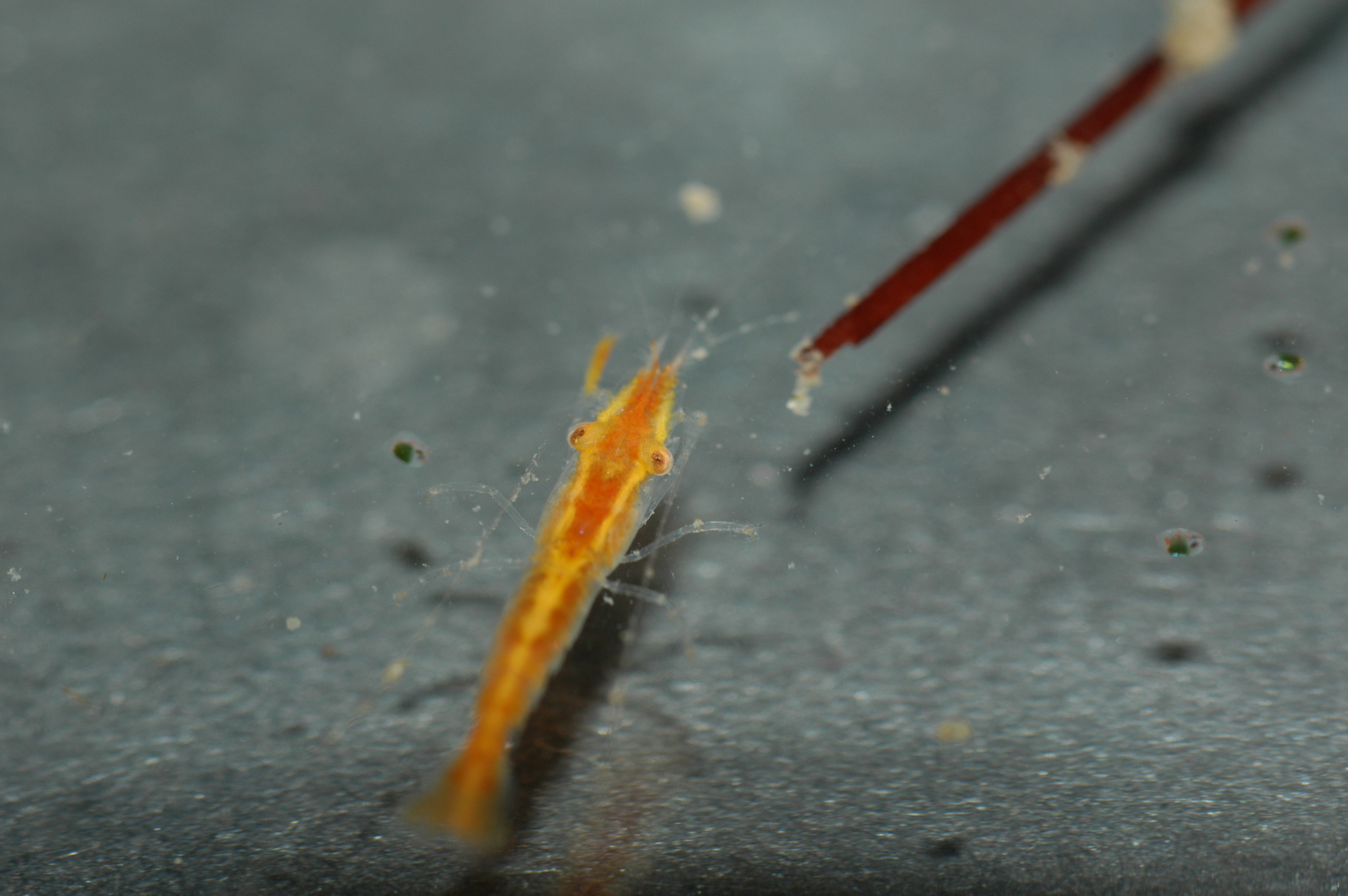
ガンガゼカクレエビ属の1種 Tuleariocaris neglecta。ウニ類の棘の間に生息する

カクレエビ亜科 Pontoniinae Kingsley, 1879 - 約115属630種
| - Allopontonia Bruce, 1972 - 2種 - Altopontonia Bruce, 1990 - 1種 - Amphipontonia Bruce, 1991 - 1種 - Anapontonia Bruce, 1966 - 1種 - Anchiopontonia Bruce, 1992 - 1種 - Anchistus Borradaile, 1898 スベスベエビ属 - 7種 クロタイラギカクレエビ・シャコガイカクレエビ・イタヤガイカクレエビ - Ancylomenes Okuno & Bruce, 2010 - 22種 - Anisomenaeus Bruce, 2010 - 1種 - Apopontonia Bruce, 1976 - 1種 - Araiopontonia Fujino & Miyake, 1970 リュウキュウウミシダエビ属 - 1種 リュウキュウウミシダエビ - Ascidonia Fransen, 2002 - 5種 - Balssia Kemp, 1922 - 3種 - Blepharocaris Mitsuhashi & Chan, 2007 - 1種 - Brucecaris Marin & Chan, 2006 - 1種 - Bruceonia Fransen, 2002 - 1種 - Cainonia Bruce, 2005 - 1種 - Carinopontonia Bruce, 1988 - 1種 - Chacella Bruce, 1986 - 1種 - Climeniperaeus Bruce, 1995 - 3種 - Colemonia Bruce, 2005 - 1種 - Conchodytes Peters, 1852 カイカクレエビ属 - 10種 チョウガイカクレエビ・カクレエビ - Coralliocaris Stimpson, 1860 モシオエビ属- 11種 モシオエビ・クサイロモシオエビ - Coutierea Nobili, 1901 - 1種 - Crinotonia Marin, 2006 - 2種 - Ctenopontonia Bruce, 1979 - 1種 - Cuapetes Clark, 1919 - 約30種 - Dactylonia Fransen, 2002 - 8種 - Dasella Lebour, 1945 - 3種 - Dasycaris Kemp, 1922 エボシカクレエビ属 - 4種 - Diapontonia Bruce, 1986 - 1種 - Epipontonia Bruce, 1977 - 4種 - Eupontonia Bruce, 1971 - 3種 - Exoclimenella Bruce, 1995 - 4種 - Exopontonia Bruce, 1988 - 1種 - Fennera Holthuis, 1951 チビカクレエビ属 - 2種 - Hamiger Borradaile, 1916 - 1種 - Hamodactyloides Fujino, 1973 カタテカギヅメエビ属 - 1種 - Hamodactylus Holthuis, 1952 イソバナカクレエビ属 - 4種 - Hamopontonia Bruce, 1970 ヒメイソギンチャクエビ属 - 4種 ヒメイソギンチャクエビ - Harpiliopsis Borradaile, 1917 ホソジマモシオエビ属 - 3種 - Harpilius Dana, 1852 - 4種 - Holthuisaeus Anker & De Grave, 2010 - 1種 - Ischnopontonia Bruce, 1966 アザミサンゴカクレエビ属 - 1種 - Isopontonia Bruce, 1982 - 1種 - Izucaris Okuno, 1999 アヤトリカクレエビ属 - 2種 アヤトリカクレエビ - Jocaste Holthuis, 1952 カタテモシオエビ属 - 3種 - Laomenes Clark, 1919 - 11種 - Leptomenaeus Bruce, 2007 - 2種 - Lipkebe Chace, 1969 - 1種 - Lipkemenes Bruce & Okuno, 2010 - 1種 - Manipontonia Bruce, Okuno & Li, 2005 - 3種 - Margitonia Bruce, 2007 - 1種 - Mesopontonia Bruce, 1967 - 6種 - Metapontonia Bruce, 1967 ワライヤドリエビ属 - 1種 - Miopontonia Bruce, 1985 - 1種 - Neoanchistus Bruce, 1975 - 2種 - Neoclimenes Mitsuhashi, Li & Chan, 2010 - 1種 | - Neopericlimenes Heard, Spotte & Bubucis, 1993 - 1種 - Neopontonides Holthuis, 1951 - 5種 - Nippontonia Bruce & Bauer, 1997 ニホンカクレエビ属 - 2種 - Notopontonia Bruce, 1991 - 1種 - Odontonia Fransen, 2002 - 7種 - Onycocaridella Bruce, 1981 ヒトトゲコツノカクレエビ属 - 3種 - Onycocaridites Bruce, 1987 - 1種 - Onycocaris Nobili, 1904 コツノカクレエビ属 - 20種 コツノカクレエビ - Onycomenes Bruce, 2009 - 1種 - Orthopontonia Bruce, 1982 - 1種 - Palaemonella Dana, 1852 アシナガカクレエビ属 - 21種 - Paraclimenaeus Bruce, 1988 - 4種 - Paraclimenes Bruce, 1995 - 4種 - Paranchistus Holthuis, 1952 - 6種 - Paratypton Balss, 1914 - 1種 - Patonia Mitsuhashi & Chan, 2006 - 1種 - Periclimenaeus Borradaile, 1915 - 約80種 - Periclimenella Bruce, 1995 - 2種 - Periclimenes O.G. Costa, 1844 ホンカクレエビ属 - 約150種 イソギンチャクエビ・ウミシダヤドリエビ・テナガカクレエビ・アカホシカクレエビ・ヒトデヤドリエビ・ウミウシカクレエビ・オシャレカクレエビ - Periclimenoides Bruce, 1990 キネナシヤドリエビ属 - 2種 - Philarius Holthuis, 1952 ミドリイシエビ属 - 9種 - Phycomenes Bruce, 2008 - 5種 - Pinnotheronia Marin & Paulay, 2010 - 1種 - Platycaris Holthuis, 1952 ツノヤドリエビ属 - 1種 - Platypontonia Bruce, 1968 カキツバタカクレエビ属 - 2種 - Plesiomenaeus Bruce, 2009 - 1種 - Plesiopontonia Bruce, 1985 - 1種 - Pliopontonia Bruce, 1973 イソギンチャクモドキカクレエビ属 - 2種 - Pontonia Latreille, 1829 ホヤカクレエビ属 - 11種 - Pontonides Borradaile, 1917 キサンゴカクレエビ属 - 7種 キサンゴカクレエビ・ムチカラマツエビ - Pontoniopsides Bruce, 2005 - 1種 - Pontoniopsis Borradaile, 1915 チビウミシダエビ属 - 1種 - Poripontonia Fransen, 2003 - 2種 - Propontonia Bruce, 1969 - 1種 - Pseudoclimenes Bruce, 2008 - 1種 - Pseudocoutierea Holthuis, 1951 - 6種 - Pseudopontonia Bruce, 1992 - 1種 - Pseudopontonides Heard, 1986 - 2種 - Pseudoveleronia Marin, 2008 - 1種 - Rapipontonia Marin, 2007 - 4種 - Rostronia Fransen, 2002 - 1種 - Sandimenes Li, 2009 - 1種 - Sandyella Marin, 2009 - 5種 - Stegopontonia Nobili, 1906 ガンガゼエビ属 - 1種 ガンガゼエビ - Tectopontonia Bruce, 1973 - 1種 - Thaumastocaris Kemp, 1922 クシノハカクレエビ属 - 1種 - Tuleariocaris Hipeau-Jacquotte, 1965 ガンガゼカクレエビ属 - 4種 - Typton O.G. Costa, 1844 スポンジエビ属 - 17種 - Typtonoides Bruce, 2010 - 1種 - Typtonychus Bruce, 1996 - 6種 - Unguicaris Marin & Chan, 2006 - 4種 - Urocaris Stimpson, 1860 - 1種 - Veleronia Holthuis, 1951 - 2種 - Veleroniopsis Gore, 1981 - 1種 - Vir Holthuis, 1952 イソカクレエビ属 - 6種 アカヒゲカクレエビ - Waldola Holthuis, 1951 - 1種 - Yemenicaris Bruce, 1997 - 1種 - Zenopontonia Bruce, 1975 - 1種 |